# Tiruvaca
Tiruvaca là một chi bướm đêm thuộc họ Erebidae.